# The Blade
The Blade is een zwaardvecht/actiefilm uit Hongkong. Gemaakt in 1995 onder regie van Tsui Hark.
Titel in Chinese karakters: 刀
Uitspraak in Standaardmandarijn: Dāo 
Uitspraak in Kantonees: Dou1

## Verhaal
Een jongen probeert de moordenaar van zijn vader te doden, maar deze slaat de jongen een arm af. Jaren gaan voorbij waarin de jongen zich oefent in het vechten met één hand. Wanneer hij daarin een meester is geworden zoekt hij opnieuw de confrontatie met de moordenaar.

## Rolbezetting
| Acteur         | Personage  |
| -------------- | ---------- |
| Chiu Man-Cheuk | On         |
| Xiong Xin-Xin  | Fei Lung   |
| Sang Ni        | Ling       |
| Moses Chan     | Iron Head  |
| Valerie Chow   | Prostituee |